# Шубин, Нил
Нил Шубин (англ. Neil H. Shubin; род. 22 декабря 1960, Филадельфия, Пенсильвания) — американский палеонтолог и эволюционный биолог, популяризатор науки. Доктор (1987), заслуженный профессор Чикагского университета, член Национальной академии наук США (2011) и Американского философского общества (2017). 
Знаменит как один из первооткрывателей легендарного ископаемого животного — тиктаалика.

## Биография
Учился в Колумбийском университете и Калифорнийском университете в Беркли. В 1987 году получил степень доктора наук в Гарвардском университете.
Работал в Пенсильванском университете, а ныне заслуженный именной профессор (Robert R. Bensley Distinguished Service Professor) анатомии Чикагского университета.
Член Американской академии искусств и наук (2009) и Американской ассоциации содействия развитию науки.
Ассоциированный редактор PNAS.
Среди его наград и отличий стипендия Гуггенхайма (1998) и Addison-Emery-Verrill-Medaille (2016), а также NCSE Friend of Darwin Award.
На основе его одноименного бестселлера снят документальный фильм Внутренняя рыба / Your Inner Fish  (Tangler Bank Studios / 2014).

## Бестселлеры
- Your Inner Fish: A Journey Into the 3.5 Billion-Year History of the Human Body. New York: Pantheon Books[англ.], 2008. ISBN 978-0375424472
  - Перевод на русский язык: Нил Шубин. Внутренняя рыба. История человеческого тела с древнейших времён до наших дней. М.: Астрель, Corpus, 2010. ISBN 978-5-271-26000-1
- The Universe Within: Discovering the Common History of Rocks, Planets, and People. New York: Pantheon Books, 2013
  - Перевод на русский язык: Нил Шубин. Вселенная внутри нас. Что общего у камней, планет и людей. М.: Астрель, Corpus, 2011 ISBN 978-5-17-081413-8